# Partito Democratico (Romania)
Il Partito Democratico (in romeno Partidul Democrat, PD) è stato un partito politico rumeno.
Nato nel 1993, si richiamava alla socialdemocrazia e si presentava come il prosecutore del Fronte di Salvezza Nazionale (FSN) dell'ex primo ministro Petre Roman.
Alle elezioni del 1996 ottenne il 13%, contribuì in modo decisivo all'elezione di Emil Constantinescu alla presidenza della repubblica e fino al 2000 fece parte di una coalizione di governo insieme a diverse forze di centro-destra. Il crollo alle elezioni del 2000 (7%), tuttavia, causò della fine della presidenza di Roman, che nel 2001 fu sostituito alla guida del PD da Traian Băsescu.
Il nuovo leader riuscì a consolidare la forza del partito e a siglare un'alleanza con il Partito Nazionale Liberale, l'Alleanza Giustizia e Verità, che nel 2004 lo sostenne nella vittoriosa corsa elettorale alla presidenza della repubblica. Nuovamente al governo dal 2004 al 2007 insieme al PNL, a partire dal 2005 il partito si orientò al centro-destra, abbracciando il popolarismo.
Riprofilatosi sul piano ideologico, si ritirò dall'Internazionale socialista, di cui era membro dal 1996, e dal Partito del Socialismo Europeo, di cui era membro associato dal 1999, ed entrò nel Partito Popolare Europeo (2005) e nell'Internazionale Democratica Centrista (2007)
Da capo di Stato Băsescu fu protagonista di duri contrasti con gli alleati, che nel 2007 decisero di escludere il PD dalla maggioranza. Nel dicembre dello stesso anno fu decretata la fusione con il Partito Liberale Democratico, che segnò la nascita del successore diretto del PD, il Partito Democratico Liberale (PDL).

## Storia

### Origini
In seguito alla rivoluzione romena del 1989 che rovesciò la dittatura di Nicolae Ceaușescu, nacque un organo di governo provvisorio, il Consiglio del Fronte di Salvezza Nazionale (CFSN), guidato dal Fronte di Salvezza Nazionale (FSN), grande partito di ispirazione socialdemocratica composto essenzialmente da ex militanti del Partito Comunista Rumeno (PCR), tra i quali il presidente della repubblica Ion Iliescu e il primo ministro Petre Roman. Grazie alla propria egemonia istituzionale, politica e mediatica, il FSN dominò le prime libere elezioni tenutesi nel 1990 e gestì in totale autonomia la prima fase di transizione del paese alla democrazia.
Nei successivi due anni, tuttavia, emersero due correnti contrapposte. Da una parte l'ala riformista di Petre Roman e dall'altra quella conservatrice costituitasi intorno a Ion Iliescu, che sosteneva una politica di lenta transizione all'economia di mercato e di più ampie garanzie di protezione sociale, elementi che attraevano le fasce popolari dell'elettorato ancora legate all'ideologia comunista. La scissione si consumò nel corso della conferenza nazionale del 27-29 marzo 1992. La maggioranza dei delegati del partito sostenne il programma di Petre Roman «Il Futuro-Oggi» («Viitorul-Azi»), che definiva il FSN come una forza di centro-sinistra che si impegnava a completare la riforma dell'economia. Roman fu rieletto presidente, ma numerosi elementi della fazione fedele a Ion Iliescu si dimisero in segno di protesta e nei giorni successivi fondarono un nuovo partito, il Fronte Democratico di Salvezza Nazionale (FDSN).
Le elezioni del 1992 confermarono l'egemonia di Iliescu e della sua corrente, mentre con il 10% delle preferenze il FSN di Roman divenne il terzo partito del paese e andò all'opposizione del governo Văcăroiu.

### Nascita del Partito Democratico

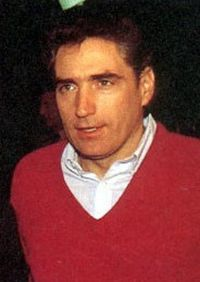
Petre Roman, presidente fondatore del Partito Democratico.

Il 31 marzo 1993, grazie alla fusione con la piccola formazione del Partito Democratico di Constantin Vișinescu, fondata nel maggio 1991, il FSN entrò in una nuova fase, con l'assunzione del nuovo nome. La ridenominazione fu convalidata dal tribunale di Bucarest il 23 maggio 1993 e fu ratificata dalla convenzione nazionale straordinaria del PD tenutasi a Costanza tra il 28 e il 29 maggio 1993, che approvò il nuovo statuto, elesse l'intera struttura dirigenziale e confermò Petre Roman alla presidenza.
Nel piano di rafforzamento promosso dal partito, il 1º luglio 1993 fu creata una coalizione che si proponeva di unificare tutti i movimenti di ispirazione socialdemocratica del paese, che volevano abbracciare il riformismo e discostarsi dalle influenze del socialismo proletario e del comunismo. Questa prese il nome di Alleanza Social Democratica (Alianța Social Democrată, ASD) e rappresentava un tentativo di realizzare una strategia politica comune per le successive tornate elettorali. Vi aderirono i minuscoli Partito Social Democratico Tradizionale, Partito Repubblicano Rumeno e Partito Democratico del Lavoro. Malgrado le intenzioni, la coalizione non ebbe seguito a livello pratico, mentre il Partito Democratico del Lavoro venne interamente assorbito dal PD nel corso della convenzione nazionale del 24-25 ottobre 1994 di Cluj-Napoca. Il meeting del partito stabilì la rielezione di Roman quale presidente e approvò il suo programma «Per una nuova Romania, del lavoro e della giustizia» («Pentru o nouă Românie, a muncii si a dreptății»).

### Fondazione dell'Unione Social Democratica
Nonostante lo scarso successo dell'ASD, invece, per il PD fu fruttuosa la politica di alleanze con gli altri partiti d'opposizione. Il 19 aprile 1995 siglò un protocollo di collaborazione con la Convenzione Democratica Romena (CDR) e il 27 settembre dello stesso anno realizzò un importante accordo con il Partito Social Democratico Romeno (PSDR) di Sergiu Cunescu, gruppo che rappresentava l'erede diretto della tradizione socialdemocratica romena risalente agli anni precedenti la dittatura. Il patto condusse alla nascita della coalizione Unione Social Democratica (Uniunea Social Democrată, USD), alleanza che prevedeva la partecipazione su liste comuni per le elezioni amministrative e parlamentari del 1996, nonché l'appoggio alla candidatura di Roman alla presidenza della repubblica.
Al suo debutto elettorale, in occasione delle locali dell'estate 1996, la coalizione ottenne 475 posizioni di sindaco, 200 di consigliere distrettuale e 5.957 di consigliere municipale. Con circa il 13% fu la terza forza del paese dietro a Partito della Democrazia Sociale di Romania (PDSR) e CDR. Tra i centri principali il PD ottenne la guida dei municipi di Costanza (Gheorghe Mihăieși) e Pitești (Tudor Pendiuc).
Un ulteriore successo ottenuto nel corso dell'anno, nel settembre 1996, fu l'ammissione all'Internazionale Socialista come membro osservatore, insieme agli alleati del PSDR. Sia il PD che il PSDR ne divennero membri a pieno titolo nel corso della conferenza mondiale dell'8-10 novembre 1999. Nel marzo 1999 il PD fu accettato come associato anche dal Partito del Socialismo Europeo.

### Elezioni parlamentari e presidenziali del 1996

Percentuali di voto per Petre Roman divise per distretto in occasione del primo turno delle Elezioni presidenziali in Romania del 1996. Il candidato del PD ottenne percentuali superiori al 30% nei distretti di Prahova (dove fu il candidato più votato con il 31%) e Brașov (30,8%).

Il 4 settembre 1996 Petre Roman fu ufficialmente indicato dall'USD come proprio candidato alla presidenza della repubblica, mentre la campagna elettorale per le parlamentari fu curata da Radu Berceanu. Il PD rimase il partito più forte della coalizione, visto che dalle proprie file proveniva il 75% dei rappresentanti dell'intera USD. Il risultato del voto del 3 novembre restituì un quadro simile a quello delle amministrative, con l'USD terza forza parlamentare con il 13% (53 deputati e 23 senatori). Petre Roman, invece, nelle concomitanti presidenziali conseguì il 20%. Al secondo turno si sarebbero affrontati Emil Constantinescu (CDR) e Ion Iliescu (PDSR).
Dopo la riapertura della campagna per il ballottaggio presidenziale, il 7 novembre l'USD si coalizzò con il centro-destra contro Iliescu e siglò un accordo insieme alla CDR per il sostegno comune al loro candidato. Petre Roman invitò pubblicamente il suo elettorato a votare per Constantinescu, rafforzandone indiscutibilmente le probabilità di essere eletto. Il patto prevedeva la partecipazione dell'USD ad un eventuale governo di coalizione. Il successo del leader della CDR, infatti, aprì le porte dell'esecutivo al partito di Roman.
Il 6 dicembre 1996 USD, CDR e Unione Democratica Magiara di Romania (UDMR) stipularono l'«accordo di solidarietà governativa e parlamentare», per il supporto ad un esecutivo di coalizione, la realizzazione di consultazioni periodiche fra gli alleati e il coordinamento delle attività parlamentari. Sul piano economico il programma di governo si basava su un ampio processo di liberalizzazione che prevedeva la riduzione della spesa pubblica, la riforma del sistema bancario, l'accelerazione del processo di privatizzazione delle industrie nei settori strategici.
In virtù dell'accordo con la CDR, il PD entrò nel governo Ciorbea con sei ministri, mentre Petre Roman conseguì la presidenza del senato grazie al supporto degli alleati.
Il 29 agosto 1997 la convenzione nazionale del PD riunita a Iași ratificò l'assorbimento del Partito dell'Unità Social Democratica e del Fronte Democratico Rumeno. Fu adottata, inoltre, la mozione «Partito Democratico - Un partito che guarda al futuro» («Partidul Democrat – un partid care privește spre viitor») che permise la rielezione di Roman alla presidenza. Lo statuto fu modificato in modo da permettere un cambiamento nella struttura dirigente: l'ufficio esecutivo fu sostituito da un ufficio permanente nazionale composto da un consiglio politico e un consiglio esecutivo.

### Governo con la Convenzione Democratica Romena

#### Governo Ciorbea

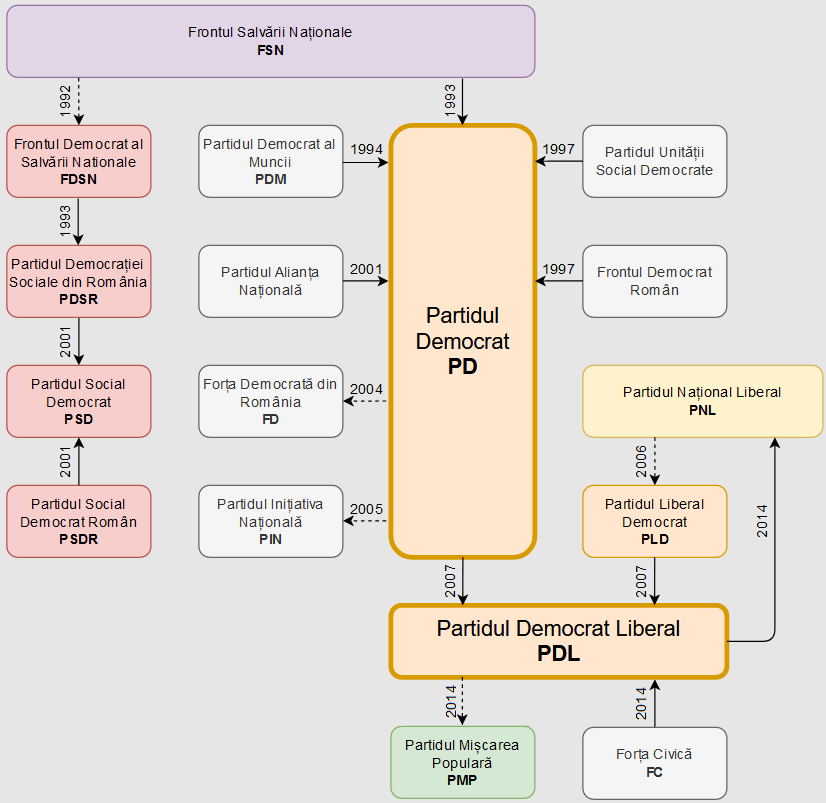
Diagramma di evoluzione delle componenti del Partito Democratico e del Partito Democratico Liberale dal 1990 al 2014 in relazione a quelle di altri partiti principali. Le linee tratteggiate rappresentano le scissioni, le linee piene rappresentano le fusioni.

Nonostante gli entusiasmi, il PD entrò presto in contrasto con gli alleati del neonato governo che vide la luce alla fine del 1996. La stabilità dell'esecutivo fu compromessa da debilitanti lotte interne alla coalizione. Le differenze e le ideologie di partito emersero con violenza già tra l'estate e l'autunno del 1997, quando Petre Roman invocò una revisione del radicale processo di riforma promosso dalla CDR, criticando l'incoerenza delle politiche finanziarie, sull'istruzione e sulla sanità dell'esecutivo, dando il via ad un duro ostruzionismo nei confronti del premier Victor Ciorbea.
La legislatura fu di fatto bloccata e rallentata da continui contrasti tra la CDR e l'USD. Disaccordi vennero a galla per i tagli alle spese correnti dei ministeri e per le nomine dei dirigenti di alcune società pubbliche (in primis Bancorex), dei vertici del Fondo per le proprietà di stato (FPS) e degli ambasciatori indicati da Constantinescu. Il PD, inoltre, rifiutò i termini di numerose leggi. Nel luglio 1997 il PD, tramite il presidente della commissione agricoltura del senato Triță Făniță, ritenendole di importanza strategica, si oppose fermamente alla privatizzazione delle aziende agricole statali voluta dalla CDR. In seguito a lunghe polemiche la legge sulla redistribuzione delle proprietà agricole nazionalizzate dallo Stato (legge 1/2000), dopo quasi tre anni, fu approvata anche con il voto del PD, ma con un limite di 50 ettari per persona per gli appezzamenti e 10 ettari per persona per le foreste, mentre la CDR proponeva una restituzione totale.
Ulteriori diatribe emersero nel dibattito sulla legge sulla restituzione delle proprietà immobiliari confiscate dal regime comunista e ancora in mano allo Stato. L'USD al fianco dell'opposizione si rifiutò di approvare la variante proposta dal governo, sostenendo che esisteva il rischio di dover sgomberare edifici che ospitavano servizi di pubblica utilità, quali scuole e ospedali. Il partito, tuttavia, difendeva anche i propri interessi, poiché in molte abitazioni nazionalizzate vivevano gli stessi membri del PD, che le avevano ricevute in usufrutto dall'agenzia di amministrazione del protocollo di Stato. Come emerso nel giugno 1997, infatti, diversi membri del PDSR e del PD, incluso Petre Roman, furono al centro di un rapporto elaborato dal presidente dell'Autorità per la valorizzazione degli attivi bancari (AVAB), Valerian Stan. In esso risultava che un cospicuo numero di personalità politiche che avevano avuto un ruolo attivo nel corso della rivoluzione e che erano state vicine a Ion Iliescu nei primi anni novanta, avevano ricevuto in usufrutto dallo Stato in circostanze poco trasparenti delle residenze di protocollo, in cui ancora vivevano con canoni puramente nominali. Per evitare la sollevazione dell'USD e la conseguente rottura della coalizione, il premier Ciorbea cedette alle pressioni degli alleati e nell'agosto 1997 congedò Stan, per aver diffuso alla stampa informazioni diffamatorie nei confronti dei leader del PD senza averlo consultato.
Nell'agosto 1997 Roman minacciò apertamente il ritiro dei suoi ministri nel caso in cui non si fosse posto un freno alle misure di riforma dell'economia concepite dal primo ministro. Per provare a placare le tensioni, nel dicembre 1997 fu realizzato un rimpasto che coinvolse un terzo della squadra di governo, ma anche tali termini lasciarono insoddisfatta la dirigenza del PD. Nello stesso mese il ministro dei trasporti in area PD Traian Băsescu accusò pubblicamente il governo di debolezza e indecisione e, successivamente, rassegnò le proprie dimissioni dall'incarico su richiesta del premier.
Il 14 gennaio 1998, al culmine della disputa, il consiglio nazionale di coordinamento del PD annunciò ufficialmente il ritiro del proprio sostegno al primo ministro e chiese ai partner di coalizione di trovare una soluzione per formare un nuovo governo entro il 31 marzo. Visto il rifiuto di Ciorbea, il 2 febbraio l'USD uscì dal governo, lasciando la CDR in una situazione di minoranza e il 29 marzo preparò una mozione si sfiducia che, però, non fu mai dibattuta in parlamento. Il 30 marzo, infatti, impossibilitato a realizzare la propria agenda politica, Ciorbea si dimise dal ruolo di primo ministro.

#### Governo Vasile
Il suo successore Radu Vasile riuscì a recuperare per la propria investitura il sostegno dell'USD, che tornò al governo, ma fece fronte alle stesse difficoltà e non ebbe pieno successo nel compimento del processo di democratizzazione, di lotta alla corruzione e di liberalizzazione, elementi che misero in allarme gli osservatori e le istituzioni internazionali. La mossa del partito di rientrare nella maggioranza, tuttavia, non fu percepita positivamente dall'elettorato, poiché il candidato del PD alle elezioni per il sindaco di Bucarest del 1996, Alexandru Sassu, ottenne appena il 3%.
L'ambigua posizione del PD in seno al governo rimase invariata. Tra il 1996 e il 2000, malgrado facesse parte della maggioranza, quindi, il PD provò il più possibile a mantenere una posizione di indipendenza politica dagli alleati di centro-destra, pur configurandosi come un partito d'opposizione alle scelte dello stesso governo. Nel gennaio 1999 Roman dichiarò che il governo Vasile aveva tre mesi a disposizione per velocizzare l'applicazione del programma, altrimenti l'USD si sarebbe ritirata dal consiglio dei ministri. Il premier, in ogni caso, rimase in carica solamente fino al dicembre 1999.

#### Governo Isărescu
Alla nascita del governo Isărescu, nel dicembre 1999, Petre Roman rinunciò al ruolo di capo del senato e assunse l'incarico di ministro degli esteri, funzione particolarmente importante per via dei negoziati in atto per l'ingresso della Romania nella NATO e nell'Unione europea. In tal modo Roman provava a garantirsi una maggiore visibilità politica in vista delle elezioni presidenziali dell'anno successivo.
Al di là della difficile coabitazione con la CDR, anche l'USD andò incontro al disfacimento. Nel corso del 1999 il PSDR denunciò il ruolo marginale riservato al partito in seno alla coalizione, cosicché i due gruppi decisero di concorrere separatamente alle future elezioni del 2000. Nello specifico il 13 maggio 1999 Sergiu Cunescu pubblicò una lettera aperta in cui informava Roman che il PSDR avrebbe formato delle alleanze con altri partiti di centro-sinistra.
Oltre ai problemi con gli alleati, vi furono malumori interni anche allo stesso Partito Democratico che, comunque, si risolsero con l'espulsione dei dissidenti (tra i quali l'ex ministro degli esteri Adrian Severin e il senatore Adrian Vilău). Nel corso del 2000, altri nomi importanti della dirigenza abbandonarono il PD, tra i quali Victor Babiuc, che passò al Partito Nazionale Liberale (PNL) e si dimise da ministro della difesa, e Stelian Duțu, presidente del consiglio del distretto di Costanza, che lasciò il partito in seguito alle dure polemiche scaturite dalla redazione delle liste per le elezioni parlamentari.

### Elezioni del 2000
Tra il 1998 e il 2000 sul piano interno il PD adottò diversi atti politici che definivano le strategie politiche per gli anni successivi. Il 21 novembre 1998 Roman presentò al consiglio direttivo del partito il documento «Svolta per la collocazione nella famiglia social-democratica» («Cotitura spre așezarea în matca social-democrată»). Nel febbraio 1999 fu elaborato il programma d'azione politica «Un buon governo per il paese - la via social-democratica» («O bună guvernare pentru țară - calea social-democrată»), i cui punti furono alla base del successivo "quaderno politico" chiamato «Visione politica sulla strategia di sviluppo della Romania all'ingresso del XXI secolo» («Viziune politică asupra strategiei de dezvoltare a României în întâmpinarea secolului XXI»).
Il 16 agosto 1999 fu lanciata a Târgu Mureș la «Dichiarazione per la Transilvania» e il 18 gennaio a Iași un analogo manifesto politico, la «Dichiarazione per la Moldavia». A queste si aggiunse la mozione che, approvata dalla convenzione nazionale del 18-19 febbraio 2000 e chiamata «Fiducia in ognuno - possibilità per tutti» («Încredere în fiecare – șanse pentru toți»), rappresentava il programma politico per il periodo 2001-2004. Petre Roman fu rieletto presidente con i voti di 910 su un totale 1.005 delegati.
Le elezioni locali del 2000 rappresentarono un doppio successo per il partito. Da una parte, a causa del serio indebolimento della CDR, con il 13% fu il secondo partito a livello nazionale (5.463 consiglieri locali, 205 consiglieri distrettuali e 482 sindaci), alle spalle del PDSR. Dall'altra, nonostante il dominio del PDSR nella capitale (il partito di Iliescu vinse in tutti i settori), il candidato a sindaco di Bucarest, Traian Băsescu, al ballottaggio riuscì a rimontare uno svantaggio di quasi 20 punti al primo turno contro Sorin Oprescu e ottenere l'elezione. L'elettorato vide la figura di Băsescu come quella di un amministratore caparbio e risoluto, e non si concentrò sul suo ruolo di protagonista di contrasti in seno alla squadra di governo. Tra gli altri centri principali il PD vinse a Pitești (dove Tudor Pendiuc fu riconfermato) e Oradea (con Petru Filip).
Nel corso della convenzione nazionale straordinaria del 25 agosto 2000 Petre Roman lanciò ufficialmente la propria candidatura alla presidenza della repubblica. Nonostante le aspettative, però, la parcelizzazione del fronte del centro e del centro-destra democratico, che derivava dalla scarsa efficacia dell'alleanza di governo, ebbe ripercussioni sulla performance elettorale del partito. Alle parlamentari del 26 novembre il PD conseguì appena il 7% (31 deputati e 13 senatori), mentre alle presidenziali, candidatosi senza reali possibilità di successo, Roman ottenne meno del 3%, giungendo sesto.
A livello politico si assistette alla portentosa crescita dell'ultranazionalista Partito Grande Romania di Corneliu Vadim Tudor. Per limitare il rischio di un'ascesa estremista il 29 novembre il PD si ritrovò persino a sostenere ufficialmente Ion Iliescu al ballottaggio presidenziale. Il PD, tuttavia, si rifiutò di firmare un accordo di collaborazione esterna per il sostegno al nuovo governo PDSR guidato da Adrian Năstase, siglato invece da PNL e UDMR, e votò contro la sua investitura, decidendo di collocarsi all'opposizione.

### Traian Băsescu alla presidenza

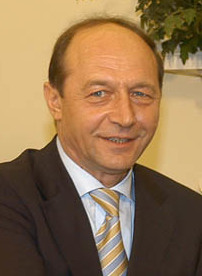
Traian Băsescu, eletto presidente del Partito Democratico nel 2001.

Nel corso della seduta dell'ufficio politico nazionale del 29 gennaio 2001 Roman provò a lanciare l'idea di un'ampia alleanza con altre formazioni di centro (PNL e Alleanza per la Romania) ma, vista la recente sconfitta alle elezioni, parte dei membri del partito chiedeva un più profondo cambiamento. In vista dell'indizione di una convenzione nazionale straordinaria, durante l'incontro del comitato di coordinamento nazionale del 9 febbraio 2001, convocato per analizzare i risultati delle elezioni del 2000, Traian Băsescu annunciò la propria candidatura alla presidenza del partito. Il successivo 11 marzo anche la senatrice Simona Marinescu dichiarò che avrebbe concorso per il ruolo di leader del PD contro Petre Roman. Il comitato di coordinamento nazionale convocò la convenzione nazionale per il mese di maggio, come desiderato da Băsescu, mentre non assecondò l'idea di Roman di celebrarla in settembre.
Ospitata presso il Palazzo del Parlamento, la convenzione del 18-19 maggio 2001 segnò il successo della mozione presentata da Băsescu, che ottenne 653 voti, contro i 304 di Roman. Il programma del nuovo presidente «Romania forte - Romania socialdemocratica» («România puternică - România social-democrată») riconfermava l'adesione alla socialdemocrazia moderna con un accento speciale sulla creazione di una società equilibrata, sullo sviluppo dell'economia, sul rafforzamento della democrazia, sulla garanzia della sicurezza nazionale, sulla difesa della proprietà privata, sul progresso tecnologico e sul decentramento. Il cambio al vertice significò per il PD un mutamento radicale della propria immagine, con il successo dello stile diretto e risolutivo di Băsescu, contro la sobrietà e l'elitismo di Roman.
Per permettere l'aumento del numero dei rappresentanti nelle strutture dirigenziali, inoltre, fu modificato lo statuto. I vicepresidenti nazionali passarono da sei a dodici, l'Ufficio permanente nazionale arrivò a comprendere 45 membri (inclusi i segretari esecutivi e i responsabili regionali) contro i precedenti 19, mentre il consiglio politico fu dismesso. La convenzione adottò anche il manifesto «Dichiarazione di Bucarest», che definiva la strategia politica del periodo successivo e stabiliva un obiettivo del 22-25% alle future elezioni. Il consiglio nazionale di coordinamento del 15 giugno, infine, elesse anche i nuovi vicepresidenti.
Tra gli sconfitti Petre Roman si rifiutò di congratularsi con Băsescu, mentre la Marinescu lasciò il PD insieme ad altri tre senatori e due deputati. Malgrado la popolarità di Băsescu tra gli elettori e la crescita del partito nei sondaggi, fino al 2003 il PD perse peso a livello parlamentare, con l'addio di diversi membri, tra i quali il capogruppo al senato Viorel Pană e i deputati Alexandru Sassu e Bogdan Niculescu Duvăz. Nel 2004 Petre Roman, che con determinate condizioni negli anni aveva ipotizzato l'idea di una collaborazione con il PSD, proposta nettamente avversata da Băsescu, abbandonò il PD e fondò il nuovo partito Forza Democratica di Romania.
Il 25 giugno 2001 fu assorbito il Partito Alleanza Nazionale.
Nel 2003 fu creato il ruolo di presidente esecutivo, assunto da Emil Boc, che prelevò le attribuzioni del presidente tranne quelle relative alla convocazione delle strutture dirigenziali.

### Nascita dell'Alleanza Giustizia e Verità
Il consiglio nazionale del 30 agosto 2002 decretò una modifica allo statuto che ampliava ulteriormente l'ufficio permanente con l'inclusione degli ex vicepresidenti e approvò una strategia politica che riconfermava una netta opposizione al Partito Social Democratico (PSD), partito di governo successore del PDSR, di Adrian Năstase. Ciò avvicinò il PD agli altri gruppi d'opposizione, specialmente il Partito Nazionale Liberale di Theodor Stolojan. Il 6 e l'11 febbraio 2003 i gruppi parlamentari dei due partiti alla camera e al senato firmarono dei protocolli di collaborazione, mentre furono avviati dei negoziati per la creazione di un'alleanza elettorale per il 2004.
La coalizione, che prese il nome di Alleanza Giustizia e Verità (Alianța Dreptate și Adevăr, DA), vide ufficialmente la luce il 28 settembre 2003, quando le assemblee generali di PD e PNL approvarono il protocollo di collaborazione tra i due partiti. Tra i punti dell'accordo vi erano il consolidamento dello stato di diritto, il rispetto della proprietà privata, la realizzazione di un'economia di mercato funzionale, il supporto all'integrazione europea e alla NATO.
Alle elezioni locali del 2004 DA presentò candidature congiunte solamente a Bucarest e nel distretto di Cluj, aree in cui si registrarono gli importanti successi di Traian Băsescu (rieletto sindaco della capitale) e di Emil Boc (al primo mandato da sindaco di Cluj-Napoca). Indipendentemente il PD ottenne 5.982 seggi di consigliere locale, 229 di consigliere distrettuale e 380 di sindaco, terza forza del paese a livello nazionale dopo PSD e PNL con circa il 13%. La sconfitta subita dal PSD nelle località in cui DA presentava un'unica lista, e non due separate, diede la percezione di un calo di popolarità per il partito di governo. La somma dei voti ottenuti individualmente da PD e PNL per l'elezione dei consiglieri di distretto, inoltre, era superiore rispetto a quella ottenuta dal solo PSD.

### Elezioni presidenziali e parlamentari del 2004
Traian Băsescu
     Adrian Năstase
     György Frunda
Nel pieno della campagna elettorale per le presidenziali nell'ottobre 2004 Theodor Stolojan, indicato inizialmente per concorrere alla funzione di capo di Stato, accusando gravi problemi di salute, annunciò il suo ritiro, lasciando il teste a Băsescu, che divenne il nuovo candidato di DA alla presidenza del paese. Il leader del PD criticò il PSD di aver portato Stolojan a tale condizione, utilizzando l'evento come strumento di arma elettorale per la propria campagna. DA, quindi, si affidò al carisma e alla capacità comunicativa di Băsescu. Il 6 ottobre, nel suo primo discorso in veste ufficiale di candidato, Băsescu enumerò gli obiettivi di un suo eventuale mandato. Affermò che avrebbe rivoluzionato l'istituzione presidenziale, profilandosi come un "presidente-giocatore", con la finalità di cambiare il classico paradigma di presidente della repubblica. Con tale affermazione Băsescu si diceva pronto ad intervenire attivamente e direttamente sulle questioni politiche ed istituzionali, utilizzando al massimo le prerogative costituzionali e lavorando al fianco del governo.
L'argomento principale della propaganda di DA, in ogni caso, rimaneva la lotta alla corruzione, le cui responsabilità nei discorsi di Băsescu ricadevano interamente sul PSD. DA avrebbe difeso l'indipendenza della giustizia e la libertà d'espressione della stampa, aree che nel corso dei quattro anni precedenti avevano subito le interferenze delle istituzioni in mano al partito di Năstase. Băsescu sosteneva di essere pronto a battersi contro il sistema corrotto voluto dal PSD e prometteva di trasformarlo alla radice. Accusò ripetutamente il governo Năstase di aver favorito il dilagare della corruzione e la formazione di un'oligarchia politica vicina al suo partito (i cosiddetti "baroni"), di aver aumentato il divario fra ricchi e poveri, di aver utilizzato la giustizia come arma di lotta politica e di aver condotto negoziati inefficaci con le istituzioni europee.
Năstase fu il più votato al primo turno, nonostante ciò in vista del ballottaggio Băsescu riuscì a mobilitare l'elettorato in suo favore lanciando accuse di frode all'indirizzo dei socialdemocratici, elemento che screditò il candidato del PSD e funse da propulsore per la propria elezione. Al secondo turno il leader di DA ottenne il 51,23%, con un minimo vantaggio rispetto a Năstase.
Parallelamente poiché il PSD aveva ottenuto la maggioranza dei voti alle parlamentari, la nomina di un governo di centro-destra fu frutto di lunghe trattative. Băsescu dichiarò che il successo elettorale apparteneva all'alleanza che lo sosteneva e che, quindi, il premier sarebbe stato un membro della coalizione. Alla fine di dicembre DA riuscì a formare una maggioranza e un governo con a capo il leader del PNL Călin Popescu Tăriceanu solamente cooptando le forze minori di UDMR e Partito Umanista Rumeno. Nel quadro della coalizione il PD ottenne 48 deputati e 21 senatori, mentre nel governo Tăriceanu ebbe sette ministri, oltre all'indipendente Monica Macovei, voluta personalmente da Băsescu per gestire il delicato portafogli della giustizia.

### Svolta verso il centro-destra

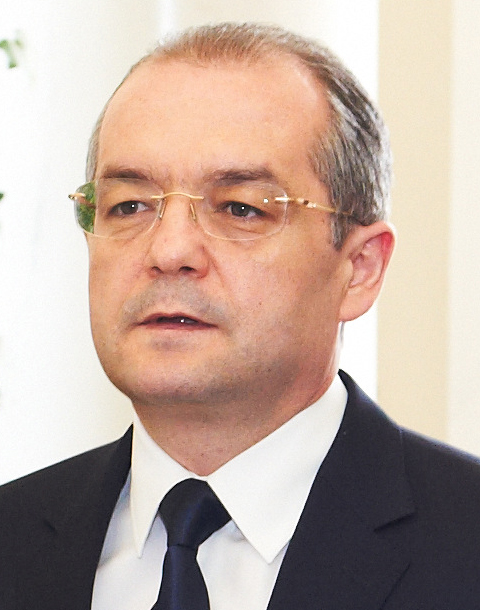
Emil Boc, presidente esecutivo dal 2003 al 2005 e presidente del Partito Democratico dal 2005.

In seguito al successo elettorale, come previsto dalle norme costituzionali, Băsescu si dimise dall'incarico politico di presidente del partito. In attesa di una nuova convenzione nazionale da celebrarsi nel 2005, il ruolo fu assunto ad interim dal presidente esecutivo Emil Boc. Pur formalmente divenuto indipendente, Băsescu continuò a rappresentare il motore e il più influente leader politico dello schieramento del PD. Fu anche tra i più veementi sostenitori della fusione tra il partito e il PNL, unione che, malgrado il prolungato dibattito e le pressioni dei leader democratici, non si concretizzò a causa di resistenze interne al PNL, che temeva di veder sparire il proprio bagaglio ideologico.
Nei primi mesi del 2005 il tentativo di scalata alla presidenza del PD ai danni di Boc da parte del capogruppo alla camera Cozmin Gușă fu bloccato dallo stesso Băsescu, mentre questi fu espulso insieme ad un gruppo di fedeli, come i deputati Lavinia Șandru e Aurelian Pavelescu, che nel mese di marzo fondarono il Partito Iniziativa Nazionale.
La Convenzione nazionale straordinaria del 25 giugno 2005 approvò delle modifiche allo statuto che rivedevano in diversi punti la struttura dirigenziale. La composizione dell'Ufficio permanente nazionale fu ridotta a 29 membri (presidente, presidente esecutivo, segretario generale, dieci vicepresidenti, quattordici segretari esecutivi, capigruppo alla camera dei deputati e al senato) e fu introdotta la figura del segretario generale.

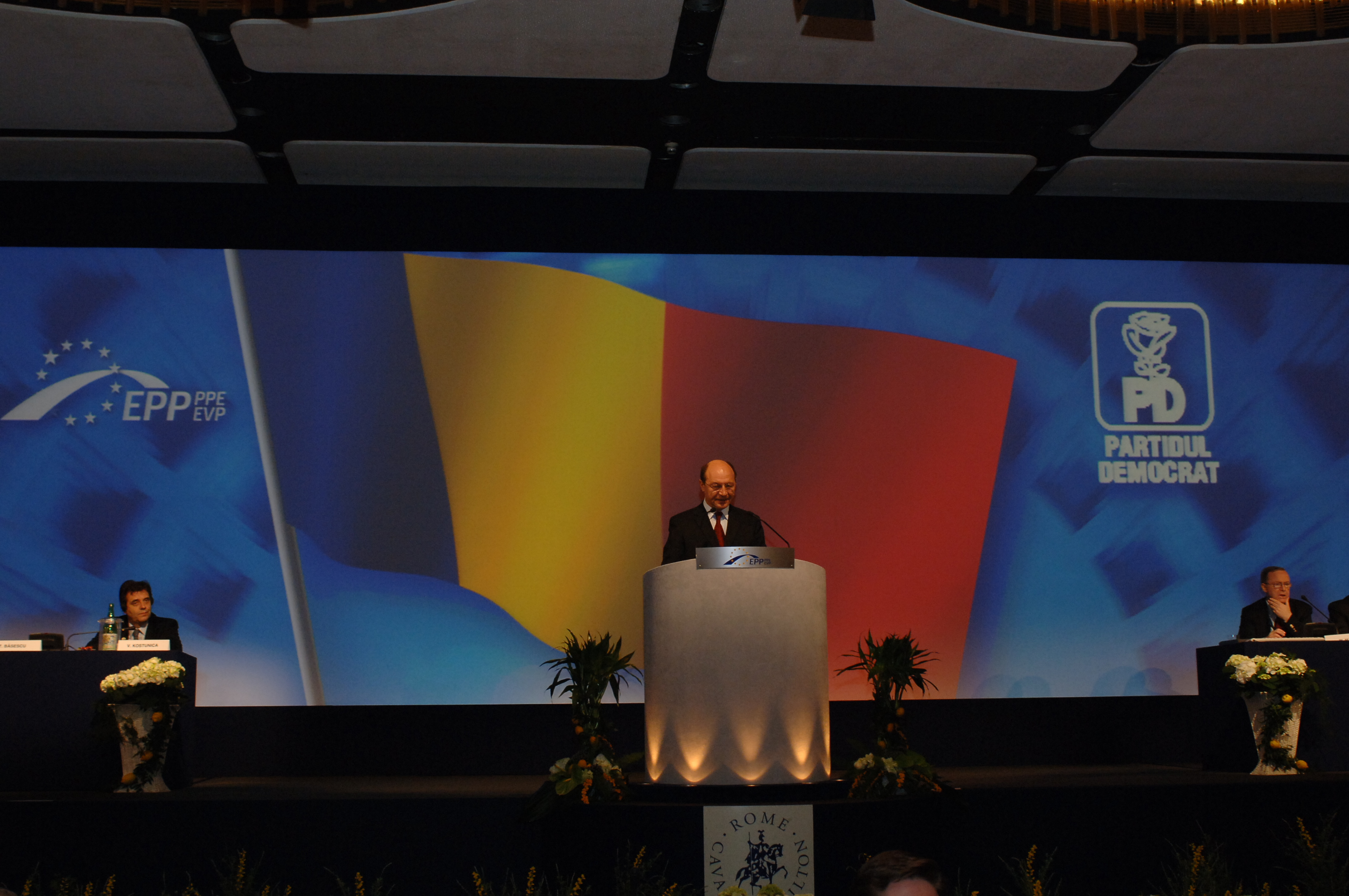
Traian Băsescu rivolgendosi alla platea in occasione del XVII congresso del Partito Popolare Europeo, tenutosi a Roma tra il 30 ed il 31 marzo 2006.

Emil Boc, unico candidato alla presidenza, fu riconfermato all'unanimità titolare della posizione. Quale suo vice nella funzione di presidente esecutivo fu nominato Adriean Videanu, succeduto a Băsescu alla guida del municipio di Bucarest nell'aprile 2005, in seguito alle locali organizzate per l'elezione del nuovo primo cittadino della capitale rumena. Diversi giorni più tardi, il 9 luglio 2005, il consiglio nazionale di coordinamento completò le nomine con l'indicazione di ulteriori sei vicepresidenti e di Vasile Blaga nel ruolo di segretario generale.
La mozione che permise la nomina di Boc, «Romania ricca, Romania democratica» («România prosperă, România democrată») fu approvata con 3.553 voti a favore e 114 contrari e prevedeva un'importante riorentamento ideologico, con l'adesione alla dottrina popolare a discapito di quella socialdemocratica, trasformando ufficialmente il partito in una formazione di centro-destra, scelta che secondo Boc rispecchiava le linee d'azione politica adottate dal PD negli anni precedenti. La corrente del partito che avrebbe preferito continuare a far fede ai canoni socialdemocratici, rappresentata dai vicepresidenti Cezar Preda e Radu Berceanu, non riuscì a presentare alcuna candidatura alla presidenza, poiché non sostenuta da almeno dieci filiali, così come previsto dallo statuto.
Ritiratosi dal Partito del Socialismo Europeo e dall'Internazionale socialista, nel settembre 2005 il PD fu accolto in qualità di membro osservatore dal Partito Popolare Europeo, divenendone membro a pieno titolo nel gennaio 2007. Nel settembre 2007 fu ammesso anche come membro titolare dell'Internazionale Democratica Centrista.

### Governo con il PNL

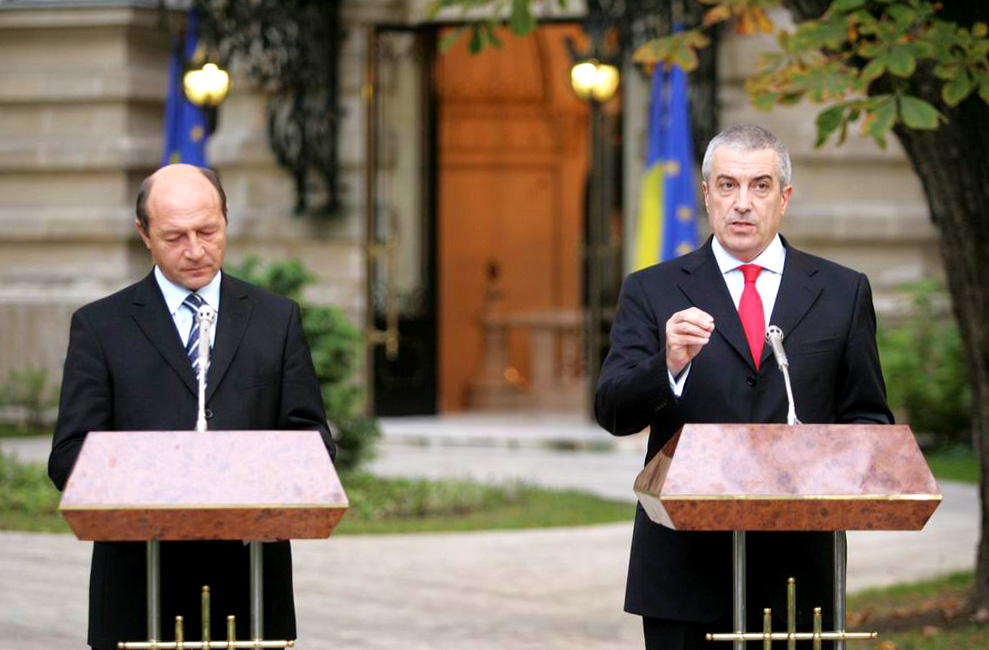
Traian Băsescu e Călin Popescu Tăriceanu

I due argomenti principali del programma dell'alleanza prevedevano la riforma del sistema giudiziario per combattere la corruzione e misure di stampo liberale in economia. Tra i provvedimenti varati in tal senso il governo PNL-PD rafforzò il ruolo della procura nazionale anticorruzione, introdusse l'imposta unica sui redditi, emanò la legge per la restituzione integrale delle proprietà confiscate dal regime e firmò il trattato d'adesione della Romania all'Unione europea.
La coabitazione fra i membri della coalizione si rivelò complessa dal principio. Subito dopo la formazione del governo, nel gennaio 2005, Băsescu definì "immorale" la partecipazione del PUR all'esecutivo, pentendosi di aver negoziato tale soluzione e caldeggiando per elezioni anticipate. Per venire a capo della situazione il presidente della repubblica chiese al primo ministro di dare le proprie dimissioni, in modo da conquistare un'eventuale più stabile maggioranza parlamentare con l'indizione di elezioni anticipate. Il 7 luglio 2005 Tăriceanu ammise pubblicamente l'idea di abbandonare l'incarico, ma successivamente rigettò tale eventualità.
Da quel momento le relazioni tra il presidente della repubblica e il primo ministro, intenzionato a rimanere in funzione, furono da marcate da frequenti e crescenti nervosismi su ogni aspetto della vita politica, giungendo anche a ripetute interferenze sulla composizione della squadra di governo da parte del capo di Stato. Il presidente non lesinò pesanti critiche ai ministri indagati per corruzione, mettendo a rischio la continuità e la stabilità della maggioranza.

### Opposizione al governo Tăriceanu II

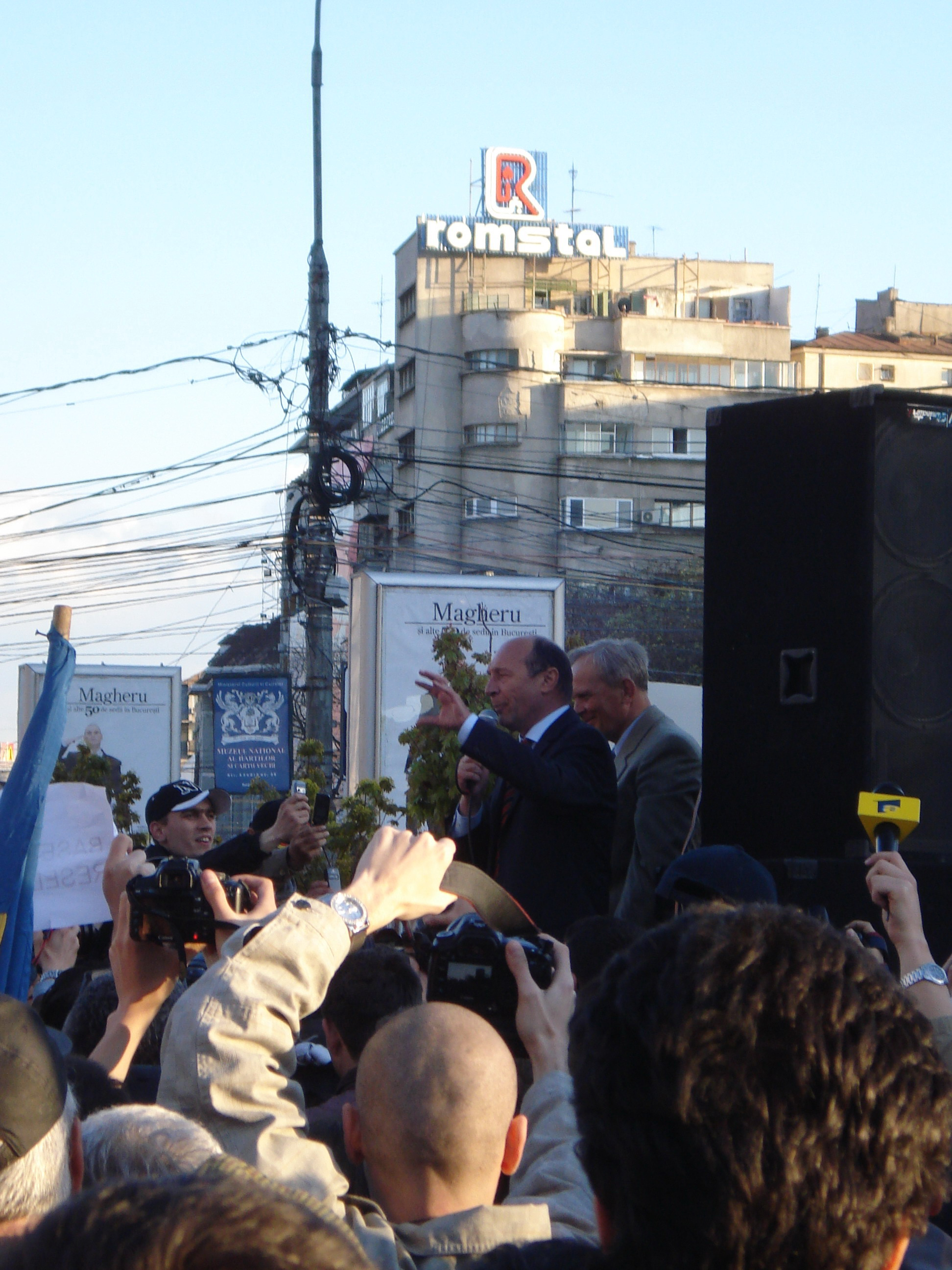
Traian Băsescu e Theodor Stolojan durante una manifestazione a Bucarest nell'aprile 2007.

A conferma dell'imminente rottura dell'alleanza, nel gennaio 2007 la direzione del PD rese noto che avrebbe concorso individualmente alle future elezioni europee. I continui scontri tra i due partiti, con il PD sempre vicino al punto di vista del presidente della repubblica, nel marzo 2007 portarono all'esclusione del Partito Democratico dalla coalizione di governo e allo scioglimento dell'alleanza DA. Tăriceanu, che accusò Băsescu di essere stato l'unico responsabile delle tensioni interne alla maggioranza, quindi, formò un instabile governo minoritario con l'UDMR. I democratici passarono pienamente all'opposizione e il 4 giugno 2007 presentarono una mozione di sfiducia contro il governo Tăriceanu II, che non passò il voto parlamentare.
Alla fine del 2006 tensioni interne al PNL avevano portato ad una scissione guidata da Theodor Stolojan, che aveva fondato il Partito Liberale Democratico (PLD), formazione che si era dimostrata da subito vicina al PD. Nel luglio 2007 i due partiti giunsero alla firma di un accordo di collaborazione a livello parlamentare, che prevedeva l'appoggio reciproco nell'opposizione al governo. Nonostante tra i propri punti questo non prevedesse la creazione di una coalizione per le elezioni europee, si specificava che PD e PLD non si sarebbero attaccati a vicenda nel corso della campagna elettorale.

### I referendum e le elezioni europee del 2007
I contrasti tra il PD e le altre forze politiche ebbero il proprio apice nell'avvio della procedura di impeachment mirata a sospendere il presidente della repubblica. Nell'aprile 2007, infatti, PNL, PSD e PC (ridenominazione del PUR) votarono a favore della celebrazione di un referendum per la destituzione di Băsescu, ritenuto colpevole di aver commesso reati contro la costituzione. Il 19 maggio 2007 la popolazione si espresse a favore del presidente, che rientrò nelle proprie funzioni dopo una breve sospensione. Malgrado l'uscita dalla maggioranza e le lotte istituzionali con gli altri partiti, assecondando ciecamente le iniziative del capo di Stato la strategia politica del PD si rivelò positiva a livello elettorale. Alla fine del 2007 il PD giunse ad essere il primo partito del paese.
     Partito Democratico
     Partito Social Democratico
     Unione Democratica Magiara di Romania

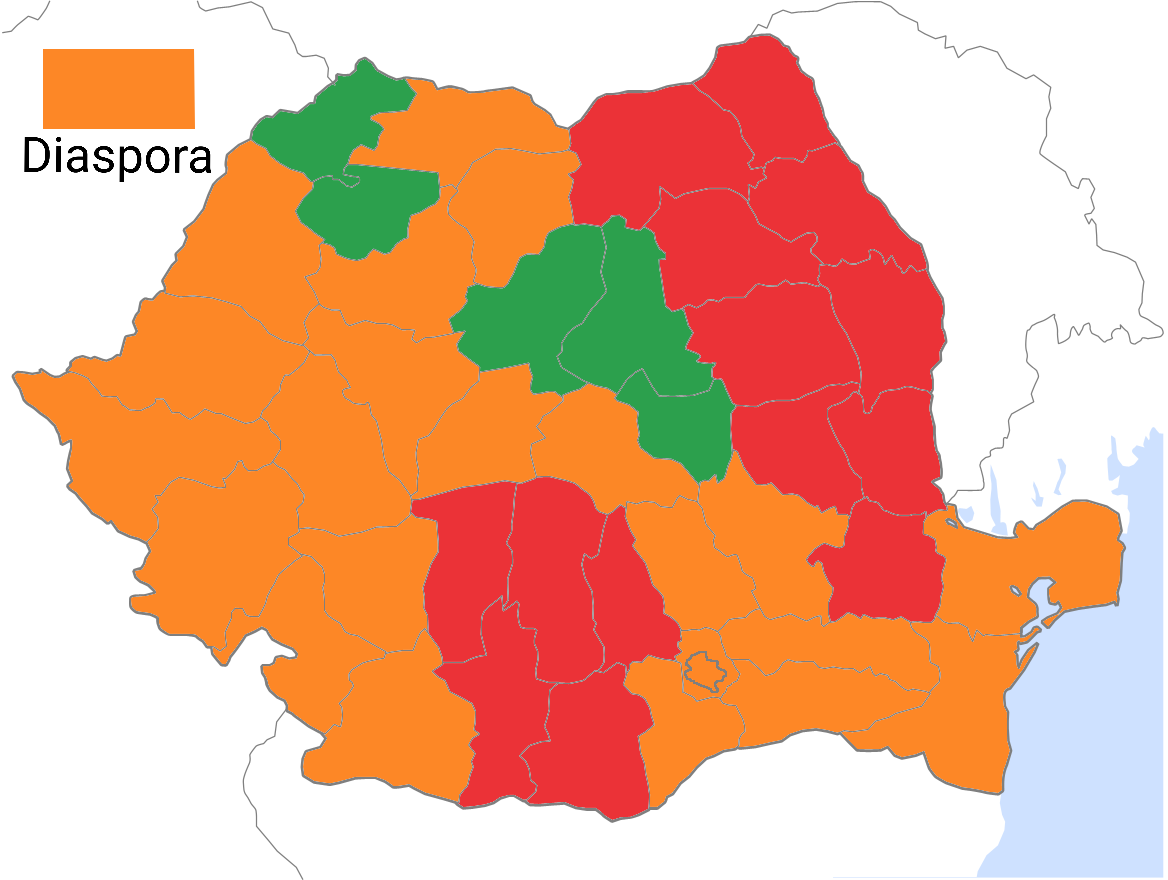
Grafico raffigurante il partito più votato in ogni distretto in occasione delle Elezioni europee del 2007.
Partito Democratico
Partito Social Democratico
Unione Democratica Magiara di Romania

Sei mesi dopo il referendum sulla destituzione del presidente, nel novembre 2007, si celebrarono le prime elezioni per il parlamento europeo nella storia della Romania. Il PD risultò il partito più votato, seguito dal PSD. Con il 28,8% delle preferenze i democratici ottennero tredici eurodeputati, che sedettero nel Gruppo del Partito Popolare Europeo. Con i suoi tre rappresentanti fece parte dello stesso gruppo parlamentare anche il Partito Liberale Democratico, divenuto il principale alleato del PD e che aveva ottenuto il 7,8%.
Nello stesso giorno del voto europeo gli elettori furono chiamati alle urne anche per esprimersi su un referendum indetto dalla presidenza della repubblica per l'introduzione di un sistema di voto maggioritario uninominale a doppio turno. L'argomento dell'uninominale divenne un nuovo tema di confronto politico tra PNL e PD. Il progetto di Băsescu, presentato al pubblico come una possibile panacea per i problemi della classe politica, si opponeva a quello presentato da Tăriceanu, che aveva preparato una più ampia riforma della legge elettorale (poi dichiarata incostituzionale) che prevedeva l'introduzione di un sistema misto a turno unico, su cui il governo nell'ottobre 2007 aveva ottenuto la fiducia del parlamento. Il referendum, in ogni caso, non raggiunse il quorum.

### Fusione con il Partito Liberale Democratico
Nel dicembre 2007 il segretario generale del PD Vasile Blaga preannunciò la possibilità di una fusione tra PD e PLD, che fu approvata in occasione della convenzione nazionale straordinaria del 15 dello stesso mese.
Emil Boc avrebbe assunto la funzione di presidente, mentre Stolojan quella di vicepresidente. Il programma adottato dal partito sarebbe stato quello presentato da Băsescu per le elezioni del 2004. A livello dottrinario il nuovo soggetto politico avrebbe conservato sia l'ideologia popolare nel PD che quella liberale del PLD. Nacque, quindi, il Partito Democratico Liberale.
Il PDL si dichiarava apertamente erede della cultura politica di DA. Pur trattandosi di una fusione, l'unione ebbe più il carattere di un assorbimento del PLD da parte del PD, che rimaneva il partito maggiormente rappresentato. La centralità della figura di Băsescu, inoltre, continuò a costituire una delle caratteristiche principali anche dell'azione politica del nuovo partito.

## Ideologia e simbolistica

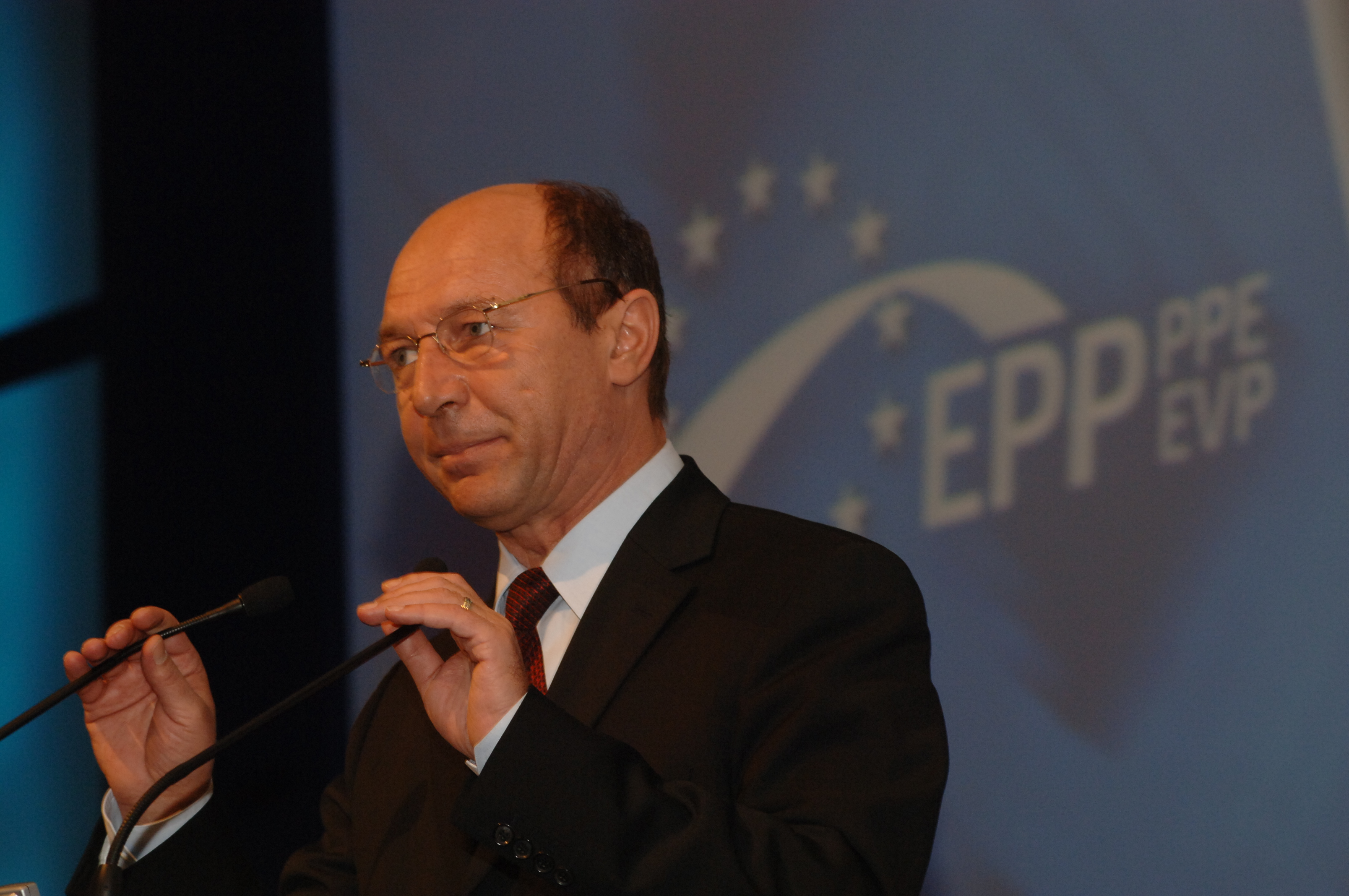
Traian Băsescu al congresso del Partito Popolare Europeo del 2006.

Il PD rappresentava l'ala socialdemocratica riformista risultante dalla scissione del FSN del 1992. Malgrado il netto posizionamento ideologico, diversi osservatori non notarono sostanziali differenze programmatiche tra i documenti presentati dalle correnti riformista e conservatrice che si affrontarono nel corso della conferenza nazionale del FSN del marzo 1992. Negli anni successivi, infatti, il PD concorse contro la fazione di Iliescu, in successione rappresentata dai partiti FDSN, PDSR e PSD, per la conquista dello stesso tipo di elettorato legato al centro-sinistra. A differenziare il partito di Petre Roman, tuttavia, furono le prese di posizione del suo presidente, che sottolineava la sua presunta adesione ad una vera socialdemocrazia, lontana dalle influenze del socialismo proletario che erano retaggio della dittatura. Pur avvicinatosi alle forze di centro-destra, con cui formò una coalizione di governo tra il 1996 e il 2000, il partito continuò a condividere parte degli obiettivi con i partiti di centro-sinistra che erano all'opposizione. In quanto diretto prosecutore del FSN, dal partito predecessore il PD ne mutuò sia il simbolo, un bocciolo di rosa, sia il colore identificativo, il blu.
Ottenuta l'affiliazione all'Internazionale socialista nel 1996, il PD continuò a propugnarsi come socialdemocratico anche in seguito all'elezione alla presidenza di Traian Băsescu, che nel 2001 ne fu eletto capo con la mozione «Romania forte - Romania socialdemocratica». Il partito chiariva che la sua politica doveva essere orientata ai bisogni degli uomini, sostenendo un quadro socio-economico competitivo, ma ponendo attenzione sulla protezione sociale e sulla sicurezza dei cittadini.
Dopo il 2003 un nuovo accostamento al centro-destra, con la nascita di un'alleanza con il PNL, contribuì ad una modifica decisiva del proprio orientamento dottrinario. Alle elezioni del 2004 il messaggio europeista e anticorruzione di Traian Băsescu raggiunse soprattutto i giovani e gli abitanti delle aree urbane e del nord-ovest del paese, elettorato tradizionalmente legato al centro-destra. Favorito da Băsescu e dal nuovo presidente Emil Boc, il passaggio al centro-destra si realizzò ufficialmente nel 2005, con l'adozione di un programma politico basato esplicitamente sulla dottrina popolare e conservatrice.
Come sottolineato da Boc il documento era basato sul riconoscimento della necessità dell'economia di mercato e del sostegno ai principi della giustizia sociale. In base alle sue dichiarazioni il nuovo programma serviva ad adeguare il posizionamento ideologico ufficiale alla linea d'azione politica portata avanti dal PD negli anni successivi all'elezione di Băsescu. Sempre secondo Boc, infatti, il testo riprendeva il documento «Romania forte - Romania socialdemocratica» nella misura dell'80%. Al 2007 il PD si autodefiniva un «partito di centro, repubblicano, con una dottrina europea moderna i cui principi sono: un'economia di mercato efficiente, umana e solidale, dei servizi pubblici moderni e di qualità, una protezione sociale estesa, attiva e precisa, in accordo con una giustizia indipendente, accessibile e sicura». L'adesione alla dottrina popolare comportò l'adozione dell'arancione, preso a prestito dal PPE, come colore ufficiale al fianco del blu.
Secondo alcuni analisti il nuovo orientamento ideologico fu determinato anche da dinamiche politiche a livello europeo. Nel 2005 il Partito del Socialismo Europeo rifiutò di riconoscere il PD come membro a pieno titolo ammettendo, invece, il PSD. Il rifiuto, accompagnato ad un atteggiamento del PSE teso a favorire il PSD anche in questioni politiche interne, aveva spinto il PD a rivolgersi al Partito Popolare Europeo che, invece, aveva necessità di nuovi aderenti per rafforzare il proprio peso politico al parlamento europeo in contrapposizione ai socialisti. Al di là del riposizionamento ideologico, dopo il 2004 il PD fu soprattutto un partito pragmatico ed espressione della politica presidenziale di Băsescu.

## Scissioni
- 2004 – Forza Democratica di Romania (Forța Democrată din România, FD) di Petre Roman
- 2005 – Partito Iniziativa Nazionale (Partidul Inițiativa Națională, PIN) di Cozmin Gușă

## Fusioni
- 1994 – Partito Democratico del Lavoro (Partidul Democrat al Muncii, PDM)
- 1997 – Partito dell'Unità Social Democratica (Partidul Unității Social Democrate)
- 1997 – Fronte Democratico Rumeno (Frontul Democrat Român)
- 2001 – Partito Alleanza Nazionale (Partidul Alianța Națională, PAN)

## Struttura
In base allo statuto approvato dalla convenzione nazionale straordinaria del 2005, l'ultima prima della fusione con il PLD, esistevano i seguenti organi:

### Convenzione nazionale
La convenzione nazionale (Convenția națională) era l'organo decisionale principale ed era composto da tutti i membri facenti parte degli organismi dirigenti sia a livello nazionale che a livello locale, dai rappresentanti del PD nell'amministrazione locale e dai delegati indicati dalle filiali distrettuali. Al 2007 contava 978 membri. Previsto ogni quattro anni, a parte convocazioni straordinarie, definiva la linea politica, lo statuto e il programma, eleggeva il presidente, il presidente esecutivo (dal 2005) e il presidente della Commissione nazionale per lo statuto, l'etica e i contenziosi, nonché il presidente della Commissione nazionale per la revisione e il controllo.

### Consiglio nazionale di coordinamento
Il Consiglio nazionale di coordinamento (Consiliul Național de Coordonare, CNC) era l'organo decisionale che coordinava le attività del partito tra due convenzioni nazionali e si riuniva a cadenza semestrale oppure su convocazione. Era formato da 740 membri (scelti sugli stessi criteri utilizzati per la convenzione nazionale). Tra i suoi compiti analizzava e approvava le modifiche al programma apportate dall'Ufficio permanente nazionale; approvava l'attività dell'Ufficio permanente nazionale; analizzava i rapporti redatti dall'Ufficio permanente nazionale e dal Collegio direttivo nazionale riguardanti l'attività parlamentare e governativa; approvava le proposte dell'Ufficio permanente nazionale in materia di politica elettorale; approvava il ritiro dal governo di singoli membri o dell'intero partito; analizzava i rapporti redatti dalla Commissione nazionale per lo statuto, l'etica e i contenziosi e dalla Commissione nazionale per la revisione e il controllo, emanando atti decisionali vincolanti per l'Ufficio permanente nazionale; eleggeva i membri di Ufficio permanente nazionale, Commissione nazionale per lo statuto, l'etica e i contenziosi e Commissione nazionale per la revisione e il controllo; decretava il licenziamento dei membri dell'Ufficio permanente nazionale; eleggeva i candidati per le funzioni di presidente della Romania, primo ministro e ministro; convocava la Convenzione nazionale; approvava e annullava le alleanze politiche; approvava i criteri per lo stilamento delle liste dei candidati alle elezioni parlamentari.

### Collegio direttivo nazionale
Il Collegio direttivo nazionale (Colegiul Director Național, CD) era l'organo decisionale che coordinava le attività del partito tra due sedute del Consiglio nazionale di coordinamento e si riuniva a cadenza mensile oppure su convocazione. Era composto dai membri dell'Ufficio permanente nazionale e dai presidenti delle filiali distrettuali, del municipio di Bucarest e dei settori di Bucarest.

### Ufficio permanente nazionale
L'Ufficio permanente nazionale (Biroul Permanent Național, BPN) era l'organo decisionale perpetuo che coordinava le attività del partito e ne facevano parte i massimi dirigenti nazionali eletti dalla Convenzione nazionale o dal Consiglio nazionale di coordinamento. Dirigeva e controllava le attività interne e internazionali del PD; stabiliva le linee politiche concrete e le priorità; approvava i programmi politici settoriali e garantiva gli strumenti per la loro realizzazione.

### Presidente
Il presidente (Președintele), come da statuto, incarnava gli elementi identificativi del partito, tanto a livello dottrinario quanto politico. Tra i suoi compiti specifici rappresentava il PD a livello interno e internazionale; presiedeva le riunioni della Convenzione nazionale, del Consiglio nazionale di coordinamento, del Collegio direttivo nazionale e dell'Ufficio permanente nazionale; identificava le azioni volte a mantenere la coerenza tra il programma politico e il contesto economico-sociale concreto, sottoponendole a dibattito agli organi interni di competenza; presentava rapporti periodici al Consiglio nazionale di coordinamento sullo sviluppo degli obiettivi stabiliti dal programma; proponeva agli organismi competenti l'espulsione di qualunque membro del partito.
La sua elezione avveniva su un sistema basato su "mozioni". Una mozione era un documento politico redatto da un candidato alla presidenza e sottoposto al voto dei delegati presenti alla Convenzione nazionale. La mozione più votata diventava il programma del partito e il suo promotore era nominato presidente. Dal 2005 il primo firmatario della mozione vincitrice era nominato presidente esecutivo, figura che svolgeva attribuzioni delegate dal presidente. Un ulteriore ruolo creato dalla Convenzione nazionale del 2005 fu quello del segretario generale, che aveva il compito di applicare le decisioni del Consiglio nazionale di coordinamento, del Collegio direttivo nazionale e dell'Ufficio permanente nazionale.

## Convenzioni nazionali
- 28-29 maggio 1993
- 24-25 ottobre 1994
- 29-30 agosto 1997
- 18-19 febbraio 2000
- 25 agosto 2000
- 18-19 maggio 2001
- 25 giugno 2005
- 15 dicembre 2007

## Struttura

### Presidenti
| Presidente     | Periodo                             |
| -------------- | ----------------------------------- |
| Petre Roman    | 29 maggio 1993 – 19 maggio 2001     |
| Traian Băsescu | 19 maggio 2001 – 21 dicembre 2004   |
| Emil Boc       | 21 dicembre 2004 – 15 dicembre 2007 |

### Presidenti dei gruppi parlamentari

#### Camera dei deputati
| Legisl. | Capogruppo             | Periodo                        |
| ------- | ---------------------- | ------------------------------ |
| II      | Adrian Severin         | Maggio 1993 – Novembre 1996    |
| III     | Adrian Severin         | Novembre 1996 – Gennaio 1997   |
| III     | Alexandru Sassu        | Gennaio 1997 – Aprile 1998     |
| III     | Bogdan Niculescu Duvăz | Aprile 1998 – Febbraio 2000    |
| III     | Alexandru Sassu        | Febbraio 2000 – Novembre 2000  |
| IV      | Alexandru Sassu        | Novembre 2000 – Febbraio 2003  |
| IV      | Liviu Negoiță          | Febbraio 2003 – Aprile 2003    |
| IV      | Emil Boc               | Febbraio 2003 – Luglio 2004    |
| IV      | Paula Maria Ivănescu   | Settembre 2004 – Novembre 2004 |
| V       | Cozmin Gușă            | Dicembre 2004 – Febbraio 2005  |
| V       | Cristian Rădulescu     | Febbraio 2005 – Dicembre 2007  |

#### Senato
| Legisl. | Capogruppo          | Periodo                       |
| ------- | ------------------- | ----------------------------- |
| III     | Cristian Dumitrescu | Novembre 1996 – Novembre 2000 |
| IV      | Viorel Pană         | Novembre 2000 – Giugno 2003   |
| IV      | Maria Petre         | Giugno 2003 – Novembre 2004   |
| V       | Gheorghe Flutur     | Novembre 2004 – Febbraio 2005 |
| V       | Puiu Hașotti        | Febbraio 2005 – Aprile 2007   |
| V       | Petru Nicolae Ioțcu | Aprile 2007 – Dicembre 2007   |

## Nelle istituzioni

### Presidenti della Repubblica
- Traian Băsescu (2004–2007)

### Presidenti del Senato
- Petre Roman (1996–2000)

### Governi
- Governo Ciorbea (1996–1998)
- Governo Vasile (1998–1999)
- Governo Isărescu (1999–2000)
- Governo Tăriceanu I (2004–2007)

### Collocazione parlamentare
- Opposizione (1993–1996)

Governo Văcăroiu
- Maggioranza (1996–2000)

Governo Ciorbea, Governo Vasile, Governo Isărescu
- Opposizione (2000–2004)

Governo Năstase
- Maggioranza (2004–2007)

Governo Tăriceanu I
- Opposizione (2007)

Governo Tăriceanu II

## Risultati elettorali
| Elezione          | Elezione     | Voti      | %     | Seggi    |
| ----------------- | ------------ | --------- | ----- | -------- |
| Parlamentari 1996 | Camera       | 1.582.231 | 12,93 | 43 / 343 |
| Parlamentari 1996 | Senato       | 1.617.384 | 13,16 | 22 / 143 |
| Parlamentari 2000 | Camera       | 762.365   | 7,03  | 31 / 345 |
| Parlamentari 2000 | Senato       | 825.437   | 7,58  | 13 / 140 |
| Parlamentari 2004 | Camera       | 3.191.546 | 31,32 | 48 / 332 |
| Parlamentari 2004 | Senato       | 3.250.663 | 31,77 | 21 / 137 |
| Europee 2007      | Europee 2007 | 1.476.105 | 28,81 | 13 / 35  |
| 1. 2.             |              |           |       |          |

| Elezione           | Elezione | Candidato      | Voti      | %     | Esito                |
| ------------------ | -------- | -------------- | --------- | ----- | -------------------- |
| Presidenziali 1996 | I turno  | Petre Roman    | 2.369.941 | 20,54 | ❌ Non eletta/o (3º) |
| Presidenziali 2000 | I turno  | Petre Roman    | 334.852   | 2,99  | ❌ Non eletta/o (6º) |
| Presidenziali 2004 | I turno  | Traian Băsescu | 3.545.236 | 33,92 | ✔️ Eletta/o          |
| Presidenziali 2004 | II turno | Traian Băsescu | 5.126.794 | 51,23 | ✔️ Eletta/o          |
| 1.                 |          |                |           |       |                      |